# Liste von Bergwerken im Donnersbergkreis

Kommunen im Donnersbergkreis

Die Liste von Bergwerken im Donnersbergkreis umfasst Bergwerke im Donnersbergkreis, Rheinland-Pfalz. 

## Liste

### Verbandsgemeinde Nordpfälzer Land
Bei Stahlberg und den angrenzenden Gebieten wurde bereits ab dem frühen 16. Jahrhundert Quecksilber-Erze abgebaut.
| Name                     | Ortsgemeinde  | Bemerkung | Lage | Bild                                                        |
| ------------------------ | ------------- | --- | ---- | ----------------------------------------------------------- |
| Pingenfeld               | Stahlberg     | Silber; größeres Feld mit zahlreichen, dicht beieinanderliegenden Schachtpingen, durch Keramikfunde auf das 14. Jahrhundert datiert; an diesem Ort hat der Stahlberger Bergbau seinen Anfang genommen. | Lage |                                                             |
| Silbergrube              | Stahlberg     | Fahlerze (Silber), ab dem 16. Jahrhundert verstärkt Quecksilber (Zinnober); früher Bergbau, 1513 erstmals erwähnt, 1732 waren die Gruben noch in Betrieb. | Lage |                                                             |
| Silbergrube              | Stahlberg     | siehe oben | Lage |                                                             |
| Silbergrube              | Stahlberg     | siehe oben | Lage |                                                             |
| Silbergrube              | Stahlberg     | siehe oben | Lage |                                                             |
| Silbergrube              | Stahlberg     | siehe oben | Lage |                                                             |
| Silbergruben             | Stahlberg     | siehe oben | Lage |                                                             |
| Silbergrube              | Stahlberg     | siehe oben | Lage |                                                             |
| Silbergrube              | Stahlberg     | siehe oben | Lage |                                                             |
| Silbergrube              | Stahlberg     | siehe oben | Lage |                                                             |
| Grube Erzengel Michael   | Stahlberg     | Quecksilber, überwiegend Zinnober; bauten auf dem Gebiet der bis zum Anfang des 16. Jahrhunderts betriebenen zwei Fundgruben auf Silbererze Kleiner und Großer Hattenberg, Beginn der Hauptbetriebsperiode nach 1728, später Zusammenlegung mit Grube St. Philipp, mit kurzen Unterbrechungen bis 1850 aktiv, dann erneut von 1934 bis 1942; die drei Gruben Erzengel Michael, St. Philipp und Bergmannsherz waren die größten und ausbeutestärksten Gruben am Stahlberg. | Lage |                                                             |
| Grube Erzengel Michael   | Stahlberg     | siehe oben | Lage |                                                             |
| Grube Erzengel Michael   | Stahlberg     | siehe oben | Lage |                                                             |
| Grube Erzengel Michael   | Stahlberg     | siehe oben | Lage |                                                             |
| Grube Erzengel Michael   | Stahlberg     | siehe oben | Lage |                                                             |
| Grube Erzengel Michael   | Stahlberg     | siehe oben | Lage |                                                             |
| Grube Erzengel Michael   | Stahlberg     | siehe oben | Lage |                                                             |
| Grube Erzengel Michael   | Stahlberg     | siehe oben | Lage |                                                             |
| Grube Erzengel Michael   | Stahlberg     | siehe oben | Lage |                                                             |
| Grube St. Philipp        | Stahlberg     | Quecksilber, überwiegend Zinnober; kurz nach der Eröffnung mit Grube Erzengel Michael im Verbund betrieben; die drei Gruben Erzengel Michael, St. Philipp und Bergmannsherz waren die größten und ausbeutestärksten Gruben am Stahlberg. | Lage |                                                             |
| Grube St. Philipp        | Stahlberg     | siehe oben | Lage |                                                             |
| Grube St. Philipp        | Stahlberg     | siehe oben | Lage |                                                             |
| Grube St. Philipp        | Stahlberg     | siehe oben | Lage |                                                             |
| Grube St. Philipp        | Stahlberg     | siehe oben | Lage |                                                             |
| Grube Bergmannsherz      | Stahlberg     | Quecksilber, überwiegend Zinnober; basierend auf früheren Gruben wurde Bergmannsherz im zweiten Viertel des 18. Jahrhunderts erneut angefahren und war auch während der letzten Betriebsperiode am Stahlberg 1934 bis 1942 aktiv; die drei Gruben Erzengel Michael, St. Philipp und Bergmannsherz waren die größten und ausbeutestärksten Gruben am Stahlberg. | Lage |                                                             |
| Grube Bergmannsherz      | Stahlberg     | Quecksilber, überwiegend Zinnober | Lage |                                                             |
| Grube Bergmannsherz      | Stahlberg     | Quecksilber, überwiegend Zinnober | Lage |                                                             |
| Grube Bergmannsherz      | Stahlberg     | Quecksilber, überwiegend Zinnober | Lage |                                                             |
| Grube Prinz Friedrich    | Stahlberg     | Silber und Quecksilber; auch Graf Friedrich genannt; im 15. oder 16. Jahrhundert wurde der Betrieb aufgenommen (auf Silber), aber wegen Erzmangel relativ schnell wieder eingestellt, in der Mitte des 18. Jahrhunderts begann der Abbau auf Quecksilber, der mit Unterbrechungen bis etwa 1850 ging, in der letzten Periode am Stahlberg 1934 bis 1942 gab es lediglich einige Versuchsschürfungen, der Betrieb wurde nicht mehr aufgenommen.                            | Lage |                                                             |
| Grube Prinz Friedrich    | Stahlberg     | siehe oben | Lage |                                                             |
| Grube Prinz Friedrich    | Stahlberg     | siehe oben | Lage |                                                             |
| Grube Prinz Friedrich    | Stahlberg     | siehe oben | Lage |                                                             |
| Grube Prinz Friedrich    | Stahlberg     | siehe oben | Lage |                                                             |
| Grube Prinz Friedrich    | Stahlberg     | siehe oben | Lage |                                                             |
| Grube Frische Mut        | Stahlberg     | Quecksilber, überwiegend Zinnober; im frühen 18. Jahrhundert in älteren Grubenbauen begonnen, 1758 mit Grube St. Peter vereint, Betrieb bis wenige Jahre nach 1848 | Lage |                                                             |
| Grube Frische Mut        | Stahlberg     | siehe oben | Lage |                                                             |
| Grube Frische Mut        | Stahlberg     | siehe oben | Lage |                                                             |
| Grube Frische Mut        | Stahlberg     | siehe oben | Lage |                                                             |
| Grube Frische Mut        | Stahlberg     | siehe oben | Lage |                                                             |
| Grube Frische Mut        | Stahlberg     | siehe oben | Lage |                                                             |
| Grube St. Peter          | Stahlberg     | Quecksilber, überwiegend Zinnober; im frühen 18. Jahrhundert in älteren Grubenbauen begonnen, 1758 mit Grube Frische Mut vereint, Betrieb bis wenige Jahre nach 1848 | Lage |                                                             |
| Grube St. Peter          | Stahlberg     | Quecksilber, überwiegend Zinnober | Lage |                                                             |
| Grube Gottes Gabe        | Stahlberg     | Quecksilber, überwiegend Zinnober; Mitte des 18. Jahrhunderts begonnen, bis 1848 in Betrieb | Lage |                                                             |
| Grube Gottes Gabe        | Stahlberg     | siehe oben | Lage |                                                             |
| Grube Gottes Gabe        | Stahlberg     | siehe oben | Lage |                                                             |
| Roßwald-Grube            | Stahlberg     | Fahlerze (Silber) und Quecksilber; Beginn vor 1560 (auf Silber), vorläufige Schließung um 1600, erneute Inbetriebnahme erst um 1776, mit kurzen Unterbrechungen bis in die 1840er Jahre, 1932 erneut aufgewältigt, die Versuche blieben aber wegen Erzmangel erfolglos. | Lage |                                                             |
| Roßwald-Grube            | Stahlberg     | siehe oben | Lage |                                                             |
| Roßwald-Grube            | Stahlberg     | siehe oben | Lage |                                                             |
| Roßwald-Grube            | Stahlberg     | siehe oben | Lage |                                                             |
| Roßwald-Grube            | Stahlberg     | siehe oben | Lage |                                                             |
| Roßwald-Grube            | Stahlberg     | siehe oben | Lage |                                                             |
| Roßwald-Grube            | Stahlberg     | siehe oben | Lage |                                                             |
| Roßwald-Grube            | Stahlberg     | siehe oben | Lage |                                                             |
| Roßwald-Grube            | Stahlberg     | siehe oben | Lage |                                                             |
| Roßwald-Grube            | Stahlberg     | siehe oben | Lage |                                                             |
| Roßwald-Grube            | Stahlberg     | siehe oben | Lage |                                                             |
| Roßwald-Grube            | Stahlberg     | siehe oben | Lage |                                                             |
| Käthchen-Schächte        | Stahlberg     | Silber und Quecksilber; im 16. Jahrhundert begonnen nach langer Unterbrechung ab 1802 zeitweilig betreiben, hauptsächlich Suchstollen, wenig Abbau | Lage |                                                             |
| Käthchen-Schächte        | Stahlberg     | siehe oben | Lage |                                                             |
| Käthchen-Schächte        | Stahlberg     | siehe oben | Lage |                                                             |
| Schurfwerk               | Stahlberg     | [ 12 ] | Lage |                                                             |
| Schurfwerk               | Stahlberg     | zur Erzsuche, Entstehungszeit unbekannt | Lage |                                                             |
| Schurfwerk               | Stahlberg     | zur Erzsuche, Entstehungszeit unbekannt | Lage |                                                             |
| Schurfwerk Stollwald     | Stahlberg     | um 1775 entstanden | Lage |                                                             |
| Grube Grube Karls Glück  | Stahlberg     | um 1775 begonnen, mit kurzer Betriebszeit | Lage |                                                             |
| Grube Carolina           | Stahlberg     | Schwefelerze zur Alaun- und Vitriolgewinnung; auch Schwefelgrube genannt; Betrieb vor 1556 bis nach 1612, ab 1756 erneut für kurze Zeit | Lage |                                                             |
| Grube Carolina           | Stahlberg     | siehe oben | Lage |                                                             |
| Grube Carolina           | Stahlberg     | siehe oben | Lage |                                                             |
| Karls-Stollen            | Stahlberg     | tiefster Erbstollen für die Stahlberger Gruben; Mitte des 18. Jahrhunderts begonnen, jedoch bald aufgegeben, ab 1792 wird weitergearbeitet, Durchschlag in die Grube Frischer Mut/St. Philipp 1824, ab 1848 bereits teilweise verbrochen und nicht mehr zugänglich | Lage |                                                             |
| Karls-Stollen            | Stahlberg     | siehe oben | Lage |                                                             |
| Stollen                  | Stahlberg     | ist in einer Karte von 1800 eingetragen | Lage |                                                             |
| Stollen                  | Stahlberg     | ist in einer Karte von 1800 eingetragen | Lage |                                                             |
| Schurfwerk               | Stahlberg     | Alter unbekannt | Lage |                                                             |
| Schurfwerk               | Stahlberg     | Alter unbekannt | Lage |                                                             |
| Schurfwerk               | Stahlberg     | Alter unbekannt | Lage |                                                             |
| Schurfwerk               | Stahlberg     | Alter unbekannt | Lage |                                                             |
| Schurfwerk               | Stahlberg     | Alter unbekannt | Lage |                                                             |
| Gruben auf dem Landsberg | Obermoschel   | Silber und später Quecksilber (Zinnober); zahlreiche Tagebaue und Schachtpingen, die auf Abbau auf Silber vor 1442 hinweisen, ab dem 15. Jahrhundert dann überwiegend Quecksilber-Abbau | Lage | Grube Gottesgab am Moschellandsberg bei Obermoschel (Pfalz) |
| Gruben auf dem Seelberg  | Niedermoschel | Silber, Blei, Kupfer; vermutlich ab 1429 | Lage |                                                             |

### Verbandsgemeinde Winnweiler
Bergbau in der Region des Donnersbergs ging vornehmlich auf Kupfer-, Kobalt- und Eisen-Erze um.
| Name                               | Ortsgemeinde | Bemerkung | Lage       |
| ---------------------------------- | ------------ | --- | ---------- |
| B-Stollen                          | Imsbach      | Versuchsstollen, etwa 1916–1920 aufgefahren; sowie in direkter Nachbarschaft ein Stollenansatz aus dem 15. oder 16. Jahrhundert | Lage       |
| Grube Katharina I                  | Imsbach      | Kupfer, später auch Silber; Tagebau im 9. Jahrhundert durch die Abtei Prüm, um 1120 durch das Kloster Marienthal, später Stollenbau; Entwässerung über Blanches-Stollen in den Kupferteich | Lage       |
| Grube Katharina II                 | Imsbach      | Kupfer, später auch Silber; siehe Grube Katharina I | Lage       |
| Bienstand-Stollen                  | Imsbach      | Kupfer; kurzer Stollen mit Querschlägen und kleiner Weitung, begonnen im 15. oder 16. Jahrhundert, im 18. Jahrhundert verlassen, erneuter Versuch ab etwa 1900 | Lage       |
| Teufels-Stollen                    | Imsbach      | Versuchsstollen um 1905; erneute Suche um 1920; kein Abbau | Lage       |
| Friedrich-August-Erbstollen        | Imsbach      | Erbaut 1882 bis 1891, Länge 210 m, Verbindung zum Theodor-Schacht, zur Grube Erni, zur Grube Ida und zur Grube Friedrich-Stollen. Entwässerungs- und Förderstollen, in der letzten Betriebsphase zur Führung der Stromleitungen und Kompressorrohre zum Theodor-Schacht genutzt | Lage       |
| Theodor-Schacht                    | Imsbach      | Kupfer; Teufe 85 m; abgeteuft 1918 bis 1921, kein erfolgreicher Abbau | Lage       |
| Grube Erni und Grube Ida           | Imsbach      | Kupfer und Kobalt (Grube Erni), Mangan (Grube Ida); beide Gruben bilden eine Einheit; 1880 eröffnet; angebunden an Friedrich-August-Erbstollen. | Lage       |
| Grube Friedrich-Stollen            | Imsbach      | Kupfer; 1880 begonnen; angebunden an Friedrich-August-Erbstollen; Mundloch im Schweinstal | Lage       |
| A-Stollen                          | Imsbach      | Suchstollen; um 1918; A-Stollen genannt | Lage       |
| Schartenrück-Stollen               | Imsbach      | Kupfer; Suchstollen, ab 1910; es wurden nur geringe Kupfervererzungen gefunden, Abbau war nicht lohnend | Lage       |
| Lebach-Stollen                     | Imsbach      | Kupfer; Suchstollen ab 1892, im Folgejahr eingestellt, kein Abbau | Lage       |
| Grube Grüner Löwe                  | Imsbach      | Kupfer; vor 1726 | Lage       |
| Stollen                            | Imsbach      | Stollen mit unbekanntem Zweck, ist in Grubenkarten nicht verzeichnet | Lage       |
| Versuchsschacht                    | Imsbach      | Mangan; Suchschacht mit einigen Querschlägen, ab 1885; die Fortsetzung des Manganerzzuges aus der Grube Ida konnte nicht gefunden werden. | Lage       |
| Grube Graue Hecht                  | Imsbach      | Steinkohle; Schacht wurde 1882 auf der Suche nach Kupfer abgeteuft, es wurden aber keine lohnenden Erze gefunden, stattdessen wurde ein kleines Steinkohlevorkommen ausgebeutet. Im Umfeld befindliche Schachtpingen und der Aufschluss alter Abbaue beim Steinkohleabbau belegen frühere Grubengebäude. | Lage       |
| Eugen Stollen                      | Imsbach      | Ab 1908 als Erschließungs-Stollen für Grube Hecht angelegt (Erztransport und Bewetterung), nach 360 m Vortrieb kleines Steinkohlen-Flöz angefahren, dieses wurde ab 1920 durch die eigens dafür gegründete Gewerkschaft Ernst abgebaut, die schlechte Qualität der Kohle führte jedoch ein Jahr später zum Betriebsende. | Lage       |
| Grube Reich Geschiebe              | Imsbach      | Kupfer | Lage       |
| Weiße Grube                        | Imsbach      | Kupfer und Silber; Beginn vor dem 14. Jahrhundert (belegt durch Keramikfunde), im 17. Jahrhundert stillliegend (Dreißigjähriger Krieg und seine Folgen), im 18. Jahrhundert in Ausbeute und Grube Graf Friedrich genannt, ab 1769 in Grube St. Josephi umbenannt. Vorläufige Betriebseinstellung 1787. Ab 1841 Wiederinbetriebnahme, 1882 Umbenennung in Weiße Grube. Endgültiges Ende 1920 aus Erzmangel. Heute Besucherbergwerk. | Lage       |
| Grube Maria                        | Imsbach      | Eisen; heute Besucherbergwerk | Lage       |
| Aya-Schächte                       | Imsbach      | Schachtgruben ohne Stollen, bis 9 m Teufe, 15. oder 16. Jahrhundert | Lage       |
| Tiefer Gienanth-Erbstollen         | Imsbach      | 1840–1865 vorgetrieben; Entwässerung Grubenfeld Frieda (Eisenerzgang), Länge ca. 1700 m, heutzutage mit Einstiegsluke gesichert, nicht verstürzt | Lage (ca.) |
| Gienanth-Erbstollen (Eisernes Tor) | Imsbach      | Ab 1773; Entwässerung Grubenfeld Frieda (Eisenerzgang), Länge ca. 500 m | Lage (ca.) |
| Blanches-Stollen                   | Imsbach      | Entwässert Gruben Katharina I und II in den Kupferteich, ab 1901 in Betrieb, Länge 310 m | Lage (ca.) |
| Rote Halde                         | Imsbach      | Eisen; schmaler Streifen entlang des Langentals, Länge Grubenfeld 2800 m, begonnen vor 1534, wahrscheinlich römisch | Lage       |
| 5 Schächte                         | Imsbach      | Kupfer; durch Ackerbau heutzutage eingeebnet; wahrscheinlich aus römischer Zeit | Lage       |
| Eisenerzgrube                      | Imsbach      | Eisen; im 1. oder 2. Jahrhundert begonnen (römisch), nächste Nachweise aus dem 14. Jahrhundert, von 1476 bis 1660 ist Eisenbergbau durchgängig belegt, vorübergehende Stilllegung bis 1742, dann Übernahme durch Johann Nikolaus Gienanth, der die Gruben in großem Umfang ausbaute und zudem tiefe Wasserlösungsstollen auffahren ließ (Gienanth-Erbstollen und Tiefer Gienanth-Erbstollen), Betriebsende 1868. Zwischen 1901 und 1921 vereinzelter Abbau von Farberzen. Letztmalige Untersuchung 1938 und 1940, ohne Betriebsaufnahme. | Lage       |
| Eisenerzgrube                      | Imsbach      | Eisen; geschichtlicher Hintergrund s. o. | Lage       |
| Eisenerzgrube                      | Imsbach      | Eisen; geschichtlicher Hintergrund s. o. | Lage       |
| Eisenerzgrube                      | Imsbach      | Eisen; geschichtlicher Hintergrund s. o. | Lage       |
| Eisenerzgrube                      | Imsbach      | Eisen; geschichtlicher Hintergrund s. o. | Lage       |
| Eisenerzgrube                      | Imsbach      | Eisen; geschichtlicher Hintergrund s. o. | Lage       |
| Eisenerzgrube                      | Imsbach      | Eisen; geschichtlicher Hintergrund s. o. | Lage       |
| Wasserstollen                      | Imsbach      | Kein Abbau bekannt, Alter unbekannt, diente der Wasserversorgung des Betriebsgebäudes des Bergwerkes (Langentaler Hof) | Lage       |
| Versuchsstollen                    | Imsbach      | [ 47 ] | Lage       |

### Verbandsgemeinde Kirchheimbolanden
| Name                 | Stadt/Gemeinde         | Bemerkung                                                     | Lage | Bild |
| -------------------- | ---------------------- | ------------------------------------------------------------- | ---- | ---- |
| Grube bei Marienthal | Dannenfels, Marienthal | Kupfer; etliche Schachtpingen, schwache Vererzung im Rhyolith | Lage |      |

### Verbandsgemeinde Göllheim
| Name                  | Stadt/Gemeinde | Bemerkung | Lage | Bild |
| --------------------- | -------------- | --- | ---- | ---- |
| Gruben bei Göllheim   | Göllheim       | Kupfer, flözartige Erzschichten im Rotliegenden, zwischen 1915 und 1917 wurden hier mehr als zwölf bis zu 26 m tiefe runde Schächte untersucht, die tatsächliche Anzahl ist deutlich höher; Abbau aus römischer Zeit (2. und 3. Jahrhundert n. Chr.); zudem einige enge Stollen und Reste einer römischen Anlage zur Entschwefelung und Röstung der Erze. | Lage |      |
| Tagebaue bei Göllheim | Göllheim       | Kupfer; im Gewann An den Kupferlöchern; Mischung aus Einzelschächten und größerflächiger Tagebautätigkeit bis 5 m Teufe aus römischer Zeit; in den 1950er Jahren wurde das Gebiet planiert und dabei die meisten Bergbauzeugen vernichtet. | Lage |      |

### Verbandsgemeinde Eisenberg (Pfalz)
| Name                         | Stadt/Gemeinde     | Bemerkung | Lage       | Bild |
| ---------------------------- | ------------------ | --- | ---------- | ---- |
| Gruben bei Eisenberg         | Eisenberg          | Eisen; umfangreichste Eisengewinnung in römischer Zeit; Beginn im 1. Jahrhundert n. Chr.; Verhüttungsschlacken erreichen teilweise eine Mächtigkeit von 4 m                                                            | Lage (ca.) |      |
| Gruben bei Eisenberg         | Eisenberg          | Eisen; im Umfeld des spätrömischen Burgus, Eisenschlacke und Reste von Schmelzöfen | Lage (ca.) |      |
| Gruben bei Eisenberg         | Eisenberg          | Eisen; im Gewann Bems; umfangreiche Schlackereste und römische Bauwerksreste | Lage (ca.) |      |
| Grube Riegelstein            | Eisenberg          | Ton; 1920 begonnen, 1996 stillgelegt; 600 m Stollen, Teufe ca. 60 m; heute Bergwerksmuseum, siehe auch Erlebniswelt Erdekaut                                                                                           | Lage       |      |
| Reindl-Stollen               | Eisenberg          | Ton; 1957 aufgefahren, 1968 stillgelegt, bis 1997 Besucherbergwerk; anschließend reaktiviert als Grube Doris im Tagebau                                                                                                |            |      |
| Grube Abendthal              | Eisenberg          | Ton; 1954 aufgefahren, noch aktiv (Betreiber: Sibelco), Teufe 67 m |            |      |
| Eisenberger Klebsandwerke    | Eisenberg          | Klebsand |            |      |
| Tongruben                    | Eisenberger Becken | Ton; über- und untertägiger Abbau im Eisenberger Becken/Hettenleidelheimer Revier; vom 19. Jahrhundert bis heute; wegen seiner Eigenschaften international gehandelt, um 1880 existierten 129 Tongruben in der Region. |            |      |
| Gruben bei Kerzenheim        | Kerzenheim         | Eisen; zwei große Eisenschlackehügel; durch Keramikreste auf spätrömische Zeit datiert | Lage       |      |
| Gruben und Verhüttung Ramsen | Ramsen             | Eisen; mind. 18 große Schlackehügel aus dem 1. Jahrhundert; (6 Plätze westl. Bockbach, 3 östl.) | Lage       |      |
| 4 Schächte bei Ramsen        | Ramsen             | Eisen; spätrömisch, siehe Gruben und Verhüttung Ramsen | Lage       |      |